# Nephele argentifera
Nephele argentifera là một loài bướm đêm thuộc họ Sphingidae. Nó được tìm thấy ở coastal bush and savanna from Somalia đến miền bắc Nam Phi.
Chiều dài cánh trước là 32–35 mm. 